# Jakub Bałdyka
Jakub Bałdyka (ur. 13 kwietnia 1996) – polski lekkoatleta, średniodystansowiec.
Halowy mistrz Polski w biegu na 800 metrów (2016). Medalista mistrzostw Polski młodzików, juniorów młodszych, juniorów oraz młodzieżowców. Uczestnik Mistrzostw Świata sztafet (Nassau, Bahamy 2017)

## Rekordy życiowe
- Bieg na 400 metrów - 49:42 (2016)
- Bieg na 800 metrów - 1:48,94 (2016)
- Bieg na 1000 metrów - 2:24,88 (2016)